# غاريات
الغاريات (الاسم العلمي: Laurales) هي رتبة من النباتات تتبع طائفة الثنائيات الفلقة من شعبة الحقيقيات الأوراق. تشتمل هذه الرتبة على حوالي 2,500-2,800 نوع من 85-90 جنس، التي تشمل على سبع فصائل من الأشجار والشجيرات. ومعظم الأنواع تكون استوائية وشبه استوائية، بالرغم من ان بعض الأجناس تصل إلى المناطق المعتدلة. الأنواع التي تعرف في هذه الرتبة هي التي تندرج من الفصيلة الغارية (على سبيل المثال الغار، والقرفة، والأفوكادو، وساسافراس).

## فصائل
- الغارية